# Pseudolunularia enigma
Pseudolunularia enigma is een mosdiertjessoort uit de familie van de Selenariidae. De wetenschappelijke naam van de soort is voor het eerst geldig gepubliceerd in 1989 door Cadee, Chimonides & Cook.